# Formule 3000 v roce 2003
Formule 3000 v roce 2003 byla devatenáctým ročníkem disciplíny Formule 3000. Uskutečnilo se 10 Velkých cen této formule a mistrem světa se stal švédský jezdec Björn Wirdheim s vozem Lola B2/50.

## Pravidla
Boduje prvních 6 jezdců podle klíče:
- První - 9 bodů
- Druhý - 6 bodů
- Třetí - 4 body
- Čtvrtý - 3 body
- Pátý - 2 body
- Šestý - 1 bod

## Velké ceny
| Datum        | Závod                     | Vítěz              | Vůz        | Výsledky |
| ------------ | ------------------------- | ------------------ | ---------- | -------- |
| 19. duben    | Imola                     | Björn Wirdheim     | Lola B2/50 | Výsledky |
| 3. květen    | Barcelona                 | Giorgio Pantano    | Lola B2/50 | Výsledky |
| 17. květen   | A1-Ring                   | Ricardo Sperafico  | Lola B2/50 | Výsledky |
| 31. květen   | Monte Carlo               | Nicolas Kiesa      | Lola B2/50 | Výsledky |
| 28. červen   | Nürburgring               | Enrico Toccacelo   | Lola B2/50 | Výsledky |
| 5. červenec  | Magny Cours               | Giorgio Pantano    | Lola B2/50 | Výsledky |
| 19. červenec | BRDC International Trophy | Björn Wirdheim     | Lola B2/50 | Výsledky |
| 2. srpen     | Hockenheim                | Ricardo Sperafico  | Lola B2/50 | Výsledky |
| 23. srpen    | Hungaroring               | Patrick Friesacher | Lola B2/50 | Výsledky |
| 13. září     | Monza                     | Björn Wirdheim     | Lola B2/50 | Výsledky |